# Inge Törner
Fritz Inge Roland Törner, född 27 juli 1908 i Salem, Stockholms län, död 12 juli 1995 i Lerum, var en svensk dekoratör och målare.
Han var son till trädgårdsmästaren Fritz Elam Törner och Amalia Haak och från 1940 gift med Eva Viola Albertina Jacobsson. Törner arbetade som dekoratör vid Nordiska kompaniet i Stockholm 1930–1938 innan han övergick till sitt konstnärskap. Som konstnär var Törner autodidakt och bedrev självstudier under resor till bland annat Tyskland och Italien. Sedan början av 1940-talet ställde han ut separat i Stockholm och Göteborg ett flertal gånger och han har haft upprepade separatutställningar i halländska, bohuslänska och småländska städer. Hans konst består huvudsakligen av naturmotiv med harar, ekorrar och andra fyrfota djur i deras naturmiljö samt motiv från Bohusläns fågelvärld. Törner är representerad vid Tranås stadshus och han var representerad på Hallands flygflottilj i Halmstad. 